# Невероватне приче (ТВ серија из 2020)
Невероватне приче (енгл. Amazing Stories) је америчка веб телевизијска антологија заснована на истоименој серији из 1985. чији је творац Стивен Спилберг. Серија је продуцирана за Apple TV+ и извршни продуценти су Спилберг, Едвард Китсис, Адам Хоровиц, Дерил Френк и Џастин Фолви. Емитује се од 6. марта 2019. године.
Име Невероватне приче је преузет из првог научнофантастичног часописа, који је појавио 1926. године и наставио се у различитим форматима деценијама.